# Пуласкі (Айова)
Пуласкі (англ. Pulaski) — місто (англ. city) в США, в окрузі Девіс штату Айова. Населення — 264 особи (2020).

## Географія
Пуласкі розташоване за координатами 40°41′28″ пн. ш. 92°16′34″ зх. д. / 40.69111° пн. ш. 92.27611° зх. д. (40.691158, -92.276061).  За даними Бюро перепису населення США в 2010 році місто мало площу 1,33 км², з яких 1,33 км² — суходіл та 0,00 км² — водойми.

## Демографія
Згідно з переписом 2010 року, у місті мешкало 260 осіб у 104 домогосподарствах у складі 80 родин. Густота населення становила 195 осіб/км².  Було 117 помешкань (88/км²).
Расовий склад населення:
| - 100,0 % — білих |

До двох чи більше рас належало 0,0 %. Частка іспаномовних становила 0,8 % від усіх жителів.
За віковим діапазоном населення розподілялося таким чином: 26,5 % — особи молодші 18 років, 59,7 % — особи у віці 18—64 років, 13,8 % — особи у віці 65 років та старші. Медіана віку мешканця становила 39,7 року. На 100 осіб жіночої статі у місті припадало 111,4 чоловіків;  на 100 жінок у віці від 18 років та старших — 96,9 чоловіків також старших 18 років.
Середній дохід на одне домашнє господарство  становив 58 828 доларів США (медіана — 51 250), а середній дохід на одну сім'ю — 68 320 доларів (медіана — 60 625). За межею бідності перебувало 5,8 % осіб, у тому числі 15,7 % дітей у віці до 18 років та 0,0 % осіб у віці 65 років та старших.
Цивільне працевлаштоване населення становило 149 осіб. Основні галузі зайнятості: виробництво — 32,9 %, освіта, охорона здоров'я та соціальна допомога — 18,8 %, транспорт — 11,4 %, сільське господарство, лісництво, риболовля — 8,1 %.